# جاك إليوت (صحفي)
جاك إليوت (بالإنجليزية: Jack Elliott)‏ هو صحفي أسترالي، ولد في 15 أبريل 1922 في أستراليا، وتوفي في 4 نوفمبر 2007.